# Gabriel Guay
Gabriel Guay ou Julien Gabriel Guay, né le 15 octobre 1848 à La Chapelle (commune rattachée à Paris en 1859) et mort le 15 septembre 1923 à Saint-Leu-la-Forêt, est un peintre d'histoire et enseignant français.

## Biographie
Élève de Jean-Léon Gérôme et de Justin Lequien père, Guay expose ses œuvres au Salon de Paris à partir de 1873, il obtient une médaille de seconde classe en 1889, et la médaille d'argent aux expositions universelles de Paris en 1889 où il expose La Mort de Jezabel qui est remarquée par l'écrivain Thomas Hardy (l'œuvre est détruite à Brest en 1941) et en 1900.
Guay est professeur à l'école municipale supérieure Turgot et aux Beaux-Arts de Paris, appartenant au courant académique.
Il a été nommé chevalier de la Légion d'honneur en 1892.
À son décès, il est domicilié au no 7 rue des Gardes à Paris.

## Distinctions
- Chevalier de la Légion d'honneur (décret du 29 juillet 1892). Il est fait chevalier par Auguste Burdeau, ministre de la Marine et des Colonies, le 3 octobre 1892.

## Œuvres

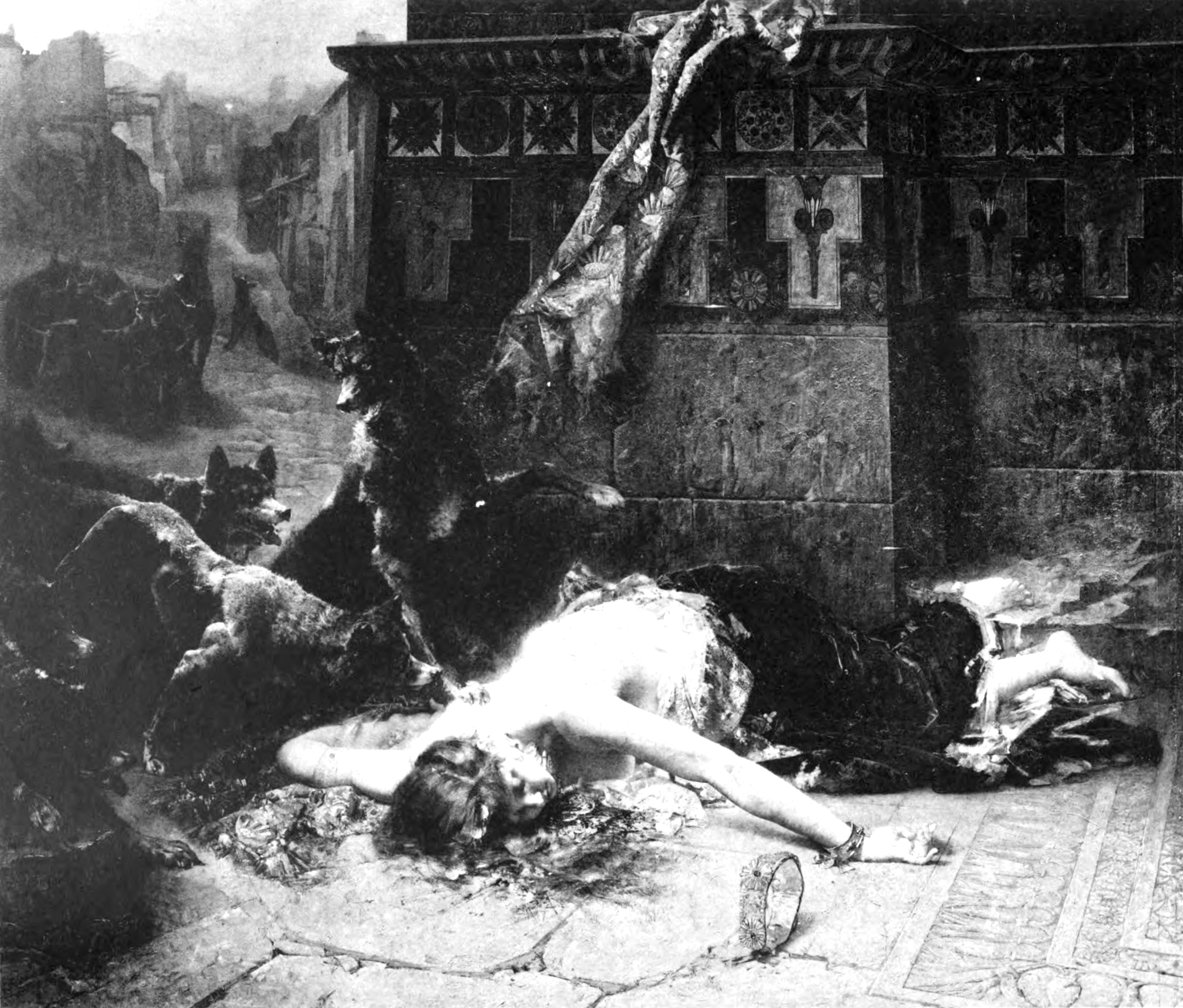
La Mort de Jézabel (1888, détruite), reproduction en noir et blanc.
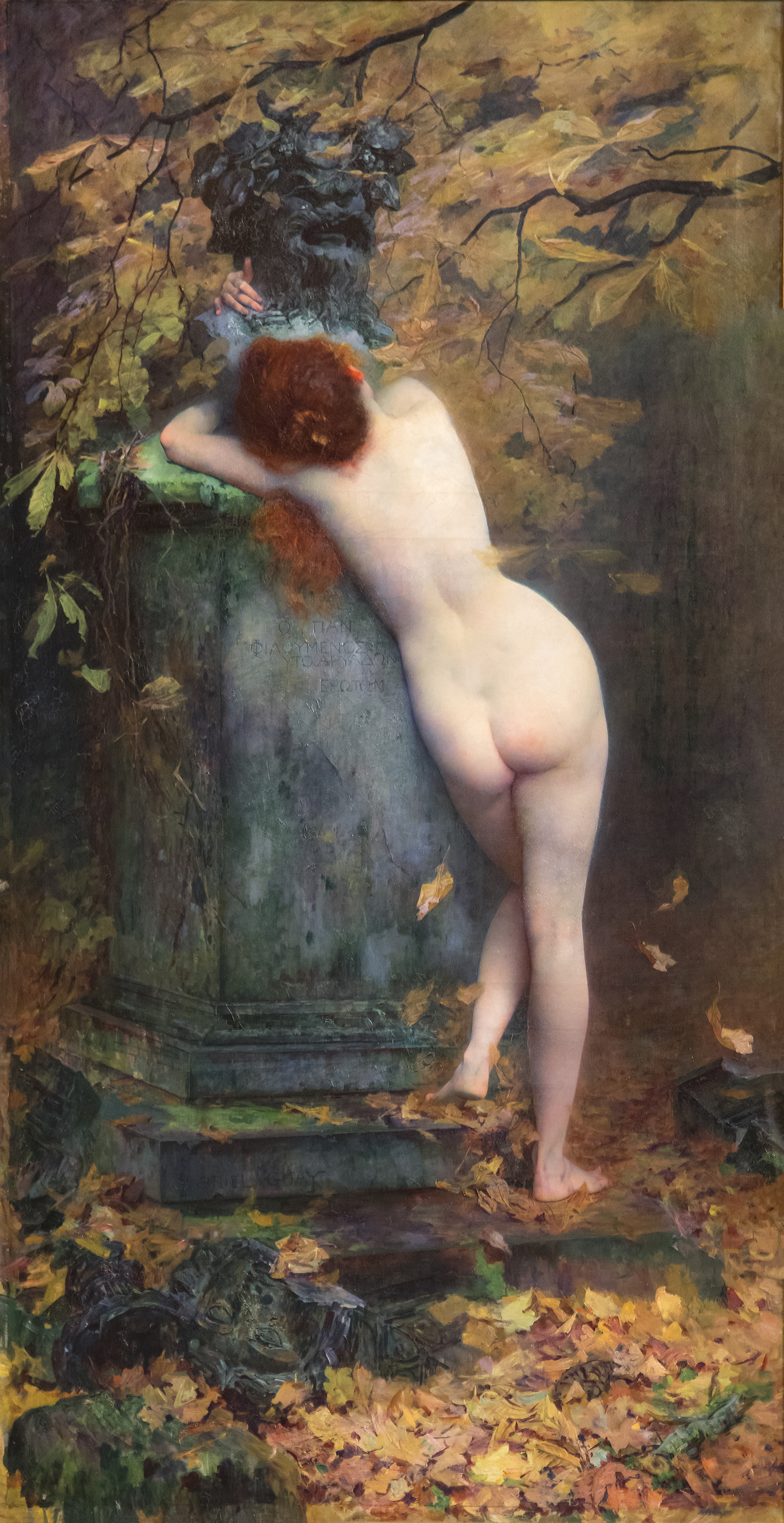
La Dernière dryade Salon de 1898 Musée des Augustins de Toulouse
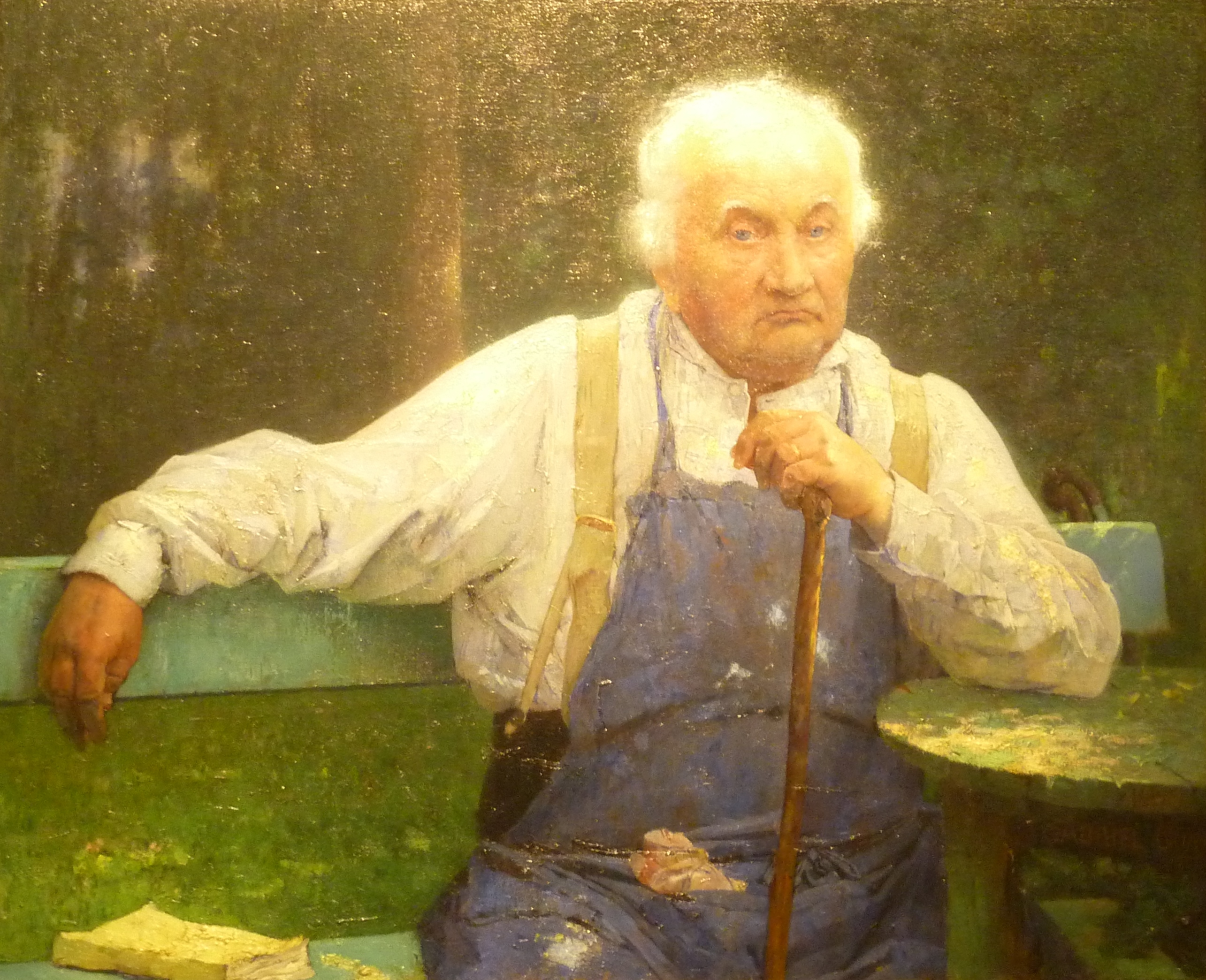
Gabriel Guay : Grand-père assis dans un jardin (1899, huile sur toile, musée des beaux-arts de Morlaix)